# Pararistolochia leonensis
Pararistolochia leonensis är en piprankeväxtart som först beskrevs av Masters, och fick sitt nu gällande namn av Hutchinson & Dalziel. Pararistolochia leonensis ingår i släktet Pararistolochia och familjen piprankeväxter. Inga underarter finns listade i Catalogue of Life.